# Altnau (Calau)
Altnau, niedersorbisch Hołtna, ist ein Wohnplatz der Stadt Calau im Landkreis Oberspreewald-Lausitz im Süden des Landes Brandenburg. Bis zum 17. Februar 1904 war Altnau eine eigenständige Gemeinde.

## Lage
Altnau liegt in der Niederlausitz und im Norden der Calauer Schweiz, unmittelbar östlich von Calau. Umliegende Ortschaften sind Saßleben im Norden, Reuden im Nordosten, Bolschwitz im Osten, Gahlen im Südosten, Plieskendorf im Süden sowie die Stadt Calau im Westen. Mit Calau bildet Altnau eine durchgehende Siedlungsfläche. Der Ort ist Teil des amtlichen Siedlungsgebietes der Sorben/Wenden.
Das Dorf liegt am Göritzer Fließ, dass die Grenze zwischen Calau und Altnau bildet. Auf dem Gebiet von Altnau verlaufen die Bahnstrecken Lübbenau–Kamenz und Halle–Cottbus mit dem Bahnhof Calau (Niederlausitz). Durch Altnau verläuft die Kreisstraße 6624 von Cabel nach Bolschwitz, die Landesstraße 52 verläuft 700 Meter südlich des Ortes.

## Geschichte
Erstmals urkundlich erwähnt wurde Altnau im Jahr 1368 mit dem Namen Altnow. Laut Reinhard E. Fischer bezieht sich der Name auf die Lage des Ortes in unmittelbarer Nähe („allzunah“) zur Stadt Calau. Ernst Eichler deutet den Ortsnamen als Siedlung in einer Aue, schließt aber auch erstere Variante nicht aus. Weitere Ortsnamen im Laufe der Zeit waren „Altenow“ im Jahr 1464 und „Alttenau“ im Jahr 1587. Der sorbische Ortsname wurde im Jahr 1761 als „Holtnej“ erwähnt.
Im Jahr 1746 wurde das Rittergut Altnau von der Stadt Calau aufgekauft, der damalige Calauer Bürgermeister Christian Vollsack wurde Lehnsherr des Gutes. Der Ort war früher recht klein und unbedeutend, im Jahr 1816 gab es neben dem Rittergut nur drei weitere Gehöfte im Ort, die von drei Gärtnern bewohnt wurden. Bis 1815 gehörte Altnau zum Königreich Sachsen, nach dem Wiener Kongress musste Sachsen die Niederlausitz an das Königreich Preußen abtreten. Im Jahr 1828 hatte Altnau 12 Häuser mit 70 Einwohnern. Der Ort war nach Saßleben eingepfarrt und die Kinder des Ortes gingen ebenfalls in Saßleben zur Schule.
1840 gehörte eine Wassermühle zu Altnau, bei einer in diesem Jahr durchgeführten Einwohnerzählung hatte das Dorf 79 Einwohner. Im Jahr 1864 wurde eine Ziegelei in Altnau erwähnt, das Dorf hatte in diesem Jahr 80 Einwohner. 1895 lebten in der Gemeinde Altnau 68 Einwohner und im Gutsbezirk Altnau 111 Einwohner.
Während der Zugehörigkeit zu Sachsen gehörte Altnau zum Calauischen Kreis, der nach dem Wiener Kongress zum Landkreis Calau umgeformt wurde. Das Markgraftum Niederlausitz wurde aufgelöst und der Provinz Brandenburg angegliedert. Dort lag das Dorf im Regierungsbezirk Frankfurt. Im Jahr 1904 wurden sowohl die Gemeinde als auch der Gutsbezirk Altnau aufgelöst und nach Calau eingemeindet. Nach dem Ende des Zweiten Weltkrieges gehörte Altnau zur Sowjetischen Besatzungszone, bevor es am 7. Oktober 1949 zur Gründung der DDR kam. Bei der DDR-Kreisreform vom 25. Juli 1952 kam Altnau als Teil Calaus zum Kreis Calau im Bezirk Cottbus. Nach der Wende wurde der Kreis zunächst in Landkreis Calau umbenannt, bevor dieser bei der Kreisreform im Dezember 1993 mit dem Landkreis Senftenberg zum heutigen Landkreis Oberspreewald-Lausitz fusionierte.